# 镇海国家石油储备基地
镇海国家石油储备基地是中国大陆的一个大型原油储备油库，位于浙江省宁波市镇海区澥浦镇，紧靠镇海炼化。该基地是中华人民共和国第一个战备储油基地，规划兴建于2003年，于2006年投入使用，总储量为520万立方米。